# Tibetano antiguo
El tibetano antiguo es la forma más tempranamente documentada del idioma tibetano, reflejada en documentos desde la adopción de la escritura por el Imperio tibetano a mediados del siglo VII hasta principios del siglo IX.
En el año 816 d.C., durante el reinado del rey tibetano Sadnalegs, el tibetano literario experimentó una estandarización exhaustiva, dando lugar al tibetano clásico.

## Descripción lingüística

### Fonología
El tibetano antiguo se caracteriza por muchos rasgos que se perdieron en el tibetano clásico, incluyendo el uso de my- en lugar de m- antes de las vocales -i- y -e-, el grupo sts- que se simplifica a s- en tibetano clásico, y una forma invertida de la letra vocálica para i (gi-gu). La aspiración no era fonémica, y muchas palabras se escribían indistintamente con consonantes de la serie aspirada o no aspirada. La mayoría de las consonantes podían palatalizarse, y la serie palatal del alfabeto tibetano representa coronales palatalizadas. El sonido que convencionalmente se transcribe con la letra འ (Wylie: 'a) era una fricativa velar sonora, mientras que las róticas y laterales sordas se escriben con los dígrafos ཧྲ ⟨hr⟩ y ལྷ ⟨lh⟩. A diferencia de casi todas las lenguas tibetanas modernas, la ortografía del tibetano antiguo no contenía letras mudas, y las palabras se pronunciaban tal como se escribían.
La siguiente tabla se basa en el análisis de Hill sobre el tibetano antiguo:
|             |             |        | Labial | Coronal    | Dorsal        |
| ----------- | ----------- | ------ | ------ | ---------- | ------------- |
| Nasal       | Nasal       | Nasal  | m ⟨མ⟩  | n ⟨ན⟩      | ŋ ⟨ṅ⟩ ⟨ང⟩     |
| Oclusiva    | Oclusiva    | sorda  | p ⟨པ⟩  | t ⟨ཏ⟩      | k ⟨ཀ⟩         |
| Oclusiva    | Oclusiva    | sonora | b ⟨བ⟩  | d ⟨ད⟩      | ɡ ⟨ག⟩         |
| Africada    | Africada    | sorda  |        | ts ⟨ཙ⟩     |               |
| Africada    | Africada    | sonora |        | dz ⟨ཛ⟩     |               |
| Fricativa   | Fricativa   | sorda  |        | s ⟨ས⟩      | x ~ h ⟨h⟩ ⟨ཧ⟩ |
| Fricativa   | Fricativa   | sonora |        | z ⟨ཟ⟩      | ɣ ~ ɦ ⟨'⟩ ⟨འ⟩ |
| Vibrante    | Vibrante    | sorda  |        | r̥ ⟨hr⟩ ⟨ཧྲ⟩ |               |
| Vibrante    | Vibrante    | sonora |        | r ⟨ར⟩      |               |
| Aproximante | Aproximante | sorda  |        | l̥ ⟨lh⟩ ⟨ལྷ⟩ |               |
| Aproximante | Aproximante | sonora | w      | l ⟨ལ⟩      | j ⟨y⟩ ⟨ཡ⟩     |

En el tibetano antiguo, el deslizamiento w aparecía como medial, pero no como inicial.  
La letra del tibetano escrito ཝ w originalmente era un dígrafo que representaba dos consonantes del tibetano antiguo: ɦw.
Fonemas vocálicos del tibetano antiguo
|       | Anterior | Central | Posterior |
| ----- | -------- | ------- | --------- |
| Alta  | i ི       | ɨ ྀ      | u ུ        |
| Media | e ེ       |         | o ོ        |
| Baja  |          | a -     |           |

#### Estructura silábica
En el tibetano antiguo, las sílabas podían ser bastante complejas, con hasta tres consonantes en el ataque, dos deslizamientos y dos consonantes en la coda. Esta estructura puede representarse como (C1C2)C3(G1G2)V(C4C5), donde todas las posiciones excepto C3 y V son opcionales. Esto permite sílabas complejas como བསྒྲིགས bsgrigs "arreglado" y འདྲྭ drwa ‘rojo’, para las cuales pueden reconstruirse las pronunciaciones [βzɡriks] y [ɣdrʷa].
El contraste de sonoridad solo existía en la posición C3 y se extendía a C1 y C2, por lo que སྒོ sgo "puerta" se realizaba como [zɡo], mientras que སྐུ sku "cuerpo" sería [sku]. Las consonantes finales siempre eran sordas, p.ej. འཛིནད་ dzind [ɣd͡zint] y གཟུགས་ gzugs [gzuks]. El fonema b en C1 probablemente se realizaba como ɸ (o β cuando C3 era sonoro), p.ej. བསྒྲེ bsgre [βzɡre] y བརྩིས brtsis [ɸrtˢis]. Los rasgos de palatalización i̯ [Cʲ] y labialización w [Cʷ] pueden considerarse fonemas separados, realizados como deslizamientos en G1 y G2 respectivamente. Solo ciertas consonantes están permitidas en algunas posiciones silábicas, como se resume a continuación:
| C1  | C2              | C3                    | G1  | G2 | V                | C4                      | C5  |
| --- | --------------- | --------------------- | --- | -- | ---------------- | ----------------------- | --- |
| b ɸ | d§ ɡ§ b m s r l | todas las consonantes | i̯ r | w  | a e i o u ɨ~ø(?) | ɡ d b ŋ n m s ɣ ⟨'⟩ r l | s d |

§ En la posición C2, d y ɡ están en distribución complementaria: /ɡ/ aparece antes de t, ts, /d/, n, s, z, l, y l̥ en C3, mientras que /d/ aparece antes de k, /ɡ/, ŋ, p, b, y m en C3. Además, /ɡ/ se escribe ⟨k⟩ antes de /l̥/.

#### Palatalización
La palatalización /Cʲ/ era fonémicamente distinta del grupo de ataque /Cj/. Esto produce un contraste entre གཡ ⟨g.y⟩ /ɡj/ y གྱ ⟨gy⟩ /ɡʲ/, demostrado por el par mínimo གཡང་ g.yaṅ "oveja" y གྱང་ gyaṅ "también, y". Los sonidos escritos con las letras palatales ཅ c, ཇ j, ཉ ny, ཞ zh, y ཤ sh eran contrapartes palatalizadas de los fonemas ཙ ts, ཛ dz, ན n, ཟ z, y ས s.

### Gramática

#### Flexión nominal
Los marcadores de caso se añaden a sintagmas nominales completos, no a palabras individuales (es decir, Gruppenflexion). El tibetano antiguo distingue los mismos diez casos que el tibetano clásico:
- absolutivo (sin marca morfológica)
- genitivo (གི་ -gi, གྱི་ -kyi, ཀྱི་ -’‘gyi}}, འི་ -'i, ཡི་ -yi)
- agentivo (གིས་ -gis, གྱིས་ -kyis, ཀྱིས་ -’‘gyis}}, ས་ -sa, ཡིས་ -yis)
- locativo (ན་ -na)
- alativo (ལ་ -la)
- terminativo (རུ་ -ru, སུ་ -su, ཏུ་ -tu, དུ་ -du, ར་ -ra)
- comitativo (དང་ -dang)
- ablativo (ནས་ -nas)
- elativo (ལས་ -las)
- comparativo (བས་ -bas)

Sin embargo, mientras que el locativo, alativo y terminativo gradualmente se fusionaron en el tibetano clásico (y se denominan en la tradición gramatical indígena como la don bdun), en el tibetano antiguo estos tres casos están claramente diferenciados. Los gramáticos tradicionales tibetanos no distinguen los marcadores de caso de esta manera, sino que distribuyen estos morfemas de caso (excluyendo -dang y -bas) en los ocho casos del sánscrito.

#### Conjugación verbal
Los verbos transitivos del tibetano antiguo se conjugaban en hasta cuatro temas, mientras que los intransitivos solo tenían uno o dos. En la voz activa, existía un tema imperfectivo y otro perfectivo, correspondientes respectivamente a los temas de presente y pasado del tibetano clásico. Los verbos transitivos también podían tener dos temas de voz pasiva, uno dinámico y otro estativo. Estos dos temas, a su vez, corresponden a los temas de futuro e imperativo del tibetano clásico.

### Pronombres personales
El tibetano antiguo tiene tres pronombres de primera persona del singular:  ང ṅa,  བད bdag y ཁོ་བོ kho-bo, y tres de primera persona del plural:  ངེད nged,  བདག་ཅག bdag-cag y འོ་སྐོལ་ o-skol. Los pronombres de segunda persona incluyen dos formas del singular,  ཁྱོད་ khyod y ཁྱོ(ན)་འདའ་ khyo(n)-'da', y uno del plural,  ཁྱེད་ khyed.